# واسیلیفکا (شهرستان ملئوزوفسکی، باشقیرستان)
واسیلیفکا (انگلیسی: Vasilyevka, Meleuzovsky District, Republic of Bashkortostan) یک شهرک در شهرستان ملئوزوفسکی استان باشقیرستان کشور روسیه است.